# Prawo karne materialne
Prawo karne materialne – zbiór przepisów obejmujący katalog czynów przestępnych i przewidywanych przez ustawodawcę kar grożących za popełnienie takich czynów, a także zasady odpowiedzialności karnej.
Prawo karne materialne często nazywane jest prawem karnym.
Aktami normatywnymi regulującymi polskie prawo karne materialne są kodeks karny z 1997 roku oraz liczne ustawy szczególne, które typizują przestępstwa tzw. pozakodeksowe. Ponadto coraz większą rolę odgrywa orzecznictwo Europejskiego Trybunału Praw Człowieka. Źródłem prawa karnego w Polsce są ponadto wszystkie ratyfikowane umowy międzynarodowe zawierające przepisy zaliczające się do materii prawa karnego. Obecnie postuluje się umieszczenie ich wszystkich w samym kodeksie karnym.

## Prawo karne pozakodeksowe
Regulacje typowe dla prawa karnego materialnego poza Kodeksem karnym występują m.in. w:
- Ustawie z dnia 10 września 1999 r. – Kodeks karny skarbowy;
- Ustawie z dnia 5 stycznia 2011 r. – Kodeks wyborczy, w art. 494-516;
- Ustawie z dnia 21 sierpnia 1997 r. o ochronie zwierząt, w art. 35-40;
- Ustawie z dnia 27 kwietnia 2001 r. – Prawo ochrony środowiska, w art. 329-361;
- Ustawie z dnia 4 lutego 1994 r. o prawie autorskim i prawach pokrewnych, w art. 115-123;
- Ustawie z dnia 26 stycznia 1984 r. – Prawo prasowe, w art. 43-49b;
- Ustawie z dnia 29 września 1994 r. o rachunkowości, w art. 77-79.